# Tête-à-tête (album)
Pour les articles homonymes, voir Tête à tête.
Albums de Art Pepper
Art 'N' Zoot
(1981) Goin Home
Tête-à-tête est un album d'Art Pepper et de George Cables.

## L'album
L'album, l'un des derniers qu'il enregistre, met Art Pepper face à son principal partenaire de ses dernières années, George Cables.
Il joue quelques-unes de ses compositions préférées, déjà enregistrées auparavant :
- The Way You Look Tonight sur Complete Surf Club Sessions, Timeless et Gettin' Together!
- Over The Rainbow sur Complete TV Studio Recordings et Rehearsal Session and More
- Body And Soul sur The Art Of Pepper - The Complete Omega Sessions Master Takes
- 'Round Midnight sur Art Pepper+Eleven : Modern Jazz Classics
- et Samba Mom Mom sur Living Legend

## Titres
1. Over The Rainbow : 6:52
2. Tête-à-tête : 4:33
3. Darn That Dream : 4:19
4. Body And Soul : 5:22
5. The Way You Look Tonight : 6:49
6. 'Round Midnight : 5:43
7. A Night In Tunisia : 5:33
8. Samba Mom Mom : 5:52
9. Last Thing Blues : 12:08
10. Over The Rainbow (Alternate Take) : 6:24
11. Body And Soul (Alternate Take) : 5:42

## Personnel
- Art Pepper (as et cl), George Cables (p).

## Dates et lieux
- Berkeley,  Californie, 13 avril 1982, 14 avril 1982

## CD références
- 1993 Galaxy Records - VICJ 41859